# Michihisa Date
Michihisa Date (伊達 倫央?, Date Michihisa; Prefettura di Shizuoka, 22 agosto 1966) è un ex calciatore giapponese, di ruolo difensore.

## Carriera
Durante la sua carriera ha totalizzato un centinaio di presenze nella massima divisione giapponese.